# Ратінген (хокейний клуб)
Ратінген (нім. EC Ratingen або Ratinger Löwen) — німецький хокейний клуб.

## Історія
Хокейна команда була заснована 1977 року. У 1984 році дебютувала в регіональному турнірі (четвертий рівень чемпіонату Німеччини). Сезон «Ратінгенські леви» завершили на першому місці і піднялися в Оберлігу. В третьому дивізіоні виступали два сезони, а Другій бундеслізі — п'ять. За підсумками сезону 1991/1992 клуб здобув путівку до еліти німецького клубного хокею. У Бундеслізі і її правонаступниці, Німецькій хокейній лізі, виступали п'ять сезонів. 1997 року клуб переїхав до Обергаузена.
Одним з чинників гарних виступів у першій половині 90-х була наявність у складі висококвалікіфованих гравців з пострадянського простору: Андрій Карпін, Валерій Васильєв, Сергій Свєтлов, Анатолій Антипов («Динамо» Москва), Володимир Квапп, Валерій Константинов («Автомобіліст» Караганда), Олександр Енгель, Ігор Кузнецов, Андрій Фукс, Борис Фукс («Торпедо» Усть-Каменогорськ), Сергій Вікулов («Динамо» Мінськ), Віталій Гросман («Іжсталь»), Володимир Новосьолов («Сибір»), Олександр Вунш («Будівельник» Теміртау), Олександр Генце («Металург» Сєров), Герман Волгін («Спартак» Москва), Андрій Мартем'янов («Металург» Магнітогорськ).

## Статистика
| Сезон        | Турнір                  | І   | В  | Н  | П0 | П   | Ш        | О   | Місце   |
| ------------ | ----------------------- | --- | -- | -- | -- | --- | -------- | --- | ------- |
| 1992-93      | регулярний чемпіонат    | 44  | 14 | 11 | 0  | 19  | 145:165  | 39  | 8 з 12  |
|              | плей-оф                 | 3   | 0  | 0  | 0  | 3   | 3:17     | 0   | 5-8     |
| 1993-94      | регулярний чемпіонат    | 44  | 9  | 5  | 0  | 30  | 126:207  | 23  | 12 з 12 |
|              | плей-оф (за 9-12 місця) | 13  | 5  | 0  | 0  | 8   | 46:57    | 10  | 12 з 12 |
| 1994-95      | регулярний чемпіонат    | 44  | 9  | 5  | 1  | 29  | 102:214  | 24  | 16 з 18 |
|              | плей-оф                 | 4   | 0  | 0  | 0  | 4   | 6:21     | 0   | 9-16    |
| 1995-96      | регулярний чемпіонат    | 50  | 21 | 3  | 3  | 23  | 181:195  | 48  | 10 з 18 |
|              | плей-оф                 | 3   | 0  | 0  | 1  | 2   | 5:12     | 1   | 9-16    |
| 1996-97      | регулярний чемпіонат    | 48  | 9  | 2  | 2  | 35  | 136:219  | 22  | 16 з 16 |
|              | плей-оф (за 9-16 місця) | 7   | 0  | 0  | 0  | 7   | 14:34    | 0   | 16      |
| Всього в Д-1 | Всього в Д-1            | 260 | 67 | 26 | 7  | 160 | 764:1141 | 167 | —       |

## Відомі гравці
- Валерій Васильєв — олімпійський чемпіон (1972, 1976);
- Сергій Свєтлов — олімпійський чемпіон (1988).

## Бомбардири
Найкращі бомбардири команди в елітній лізі (по сезонам):
| Сезон     | Перше місце                   | Друге місце                    | Третє місце                  | Четверте місце               | П'яте місце                      |
| --------- | ----------------------------- | ------------------------------ | ---------------------------- | ---------------------------- | -------------------------------- |
| 1992/1993 | Анатолій Антипов — 48 (14+34) | Грег Євтушевський — 40 (11+29) | Віталій Гросман — 40 (25+15) | Борис Фукс — 33 (23+10)      | Сергій Вікулов — 31 (12+19)      |
| 1993/1994 | Анатолій Антипов — 47 (16+31) | Сергій Вікулов — 41 (10+31)    | Андрій Фукс — 38 (16+22)     | Їржі Шмичек — 38 (14+24)     | Борис Фукс — 37 (18+19)          |
| 1994/1995 | Андрій Фукс — 37 (13+34)      | Борис Фукс — 35 (22+13)        | Марк Бассен — 29 (18+11)     | Олівер Каспер — 21 (10+11)   | Удо Шмід — 21 (8+13)             |
| 1995/1996 | Боббі Рейнольдс — 82 (45+37)  | Джефф Лазаро — 71 (29+42)      | Борис Фукс — 66 (23+43)      | Андрій Фукс — 54 (25+29)     | Олаф Шольц — 40 (10+30)          |
| 1996/1997 | Андрій Фукс — 52 (15+37)      | Борис Фукс — 47 (22+25)        | Джефф Лазаро — 46 (20+26)    | Боббі Рейнольдс — 42 (23+19) | Браєн Мак-Рейнольдс — 37 (13+24) |